# Short (Oklahoma)
Short és una concentració de població designada pel cens del Comtat de Sequoyah, a l'estat d'Oklahoma als Estats Units d'Amèrica. Segons el cens dels Estats Units del 2000 tenia 328 habitants.

## Demografia
Segons el cens del 2000, Short tenia 328 habitants, 116 habitatges, i 101 famílies. La densitat de població era de 5,3 habitants per km².
Dels 116 habitatges en un 44% hi vivien nens de menys de 18 anys, en un 71,6% hi vivien parelles casades, en un 11,2% dones solteres, i en un 12,9% no eren unitats familiars. En el 12,1% dels habitatges hi vivien persones soles el 7,8% de les quals corresponia a persones de 65 anys o més que vivien soles. El nombre mitjà de persones vivint en cada habitatge era de 2,83 i el nombre mitjà de persones que vivien en cada família era de 3,06.
Per edats la població es repartia de la següent manera: un 30,2% tenia menys de 18 anys, un 7,9% entre 18 i 24, un 25,6% entre 25 i 44, un 23,5% de 45 a 60 i un 12,8% 65 anys o més.
L'edat mediana era de 36 anys. Per cada 100 dones de 18 o més anys hi havia 112 homes.
La renda mediana per habitatge era de 25.625 $ i la renda mediana per família de 25.938 $. Els homes tenien una renda mediana de 26.042 $ mentre que les dones 21.875 $. La renda per capita de la població era de 9.613 $. Entorn del 29,2% de les famílies i el 31,6% de la població estaven per davall del llindar de pobresa.

## Poblacions properes
El següent diagrama mostra les poblacions més properes.